# The Destruction of Small Ideas
The Destruction of Small Ideas – trzeci album studyjny angielskiego zespołu 65daysofstatic. Został wydany 20 kwietnia 2007 r. w Wielkiej Brytanii, 23 kwietnia w Japonii, a 1 maja w USA.
Pierwszym singlem z albumu był utwór "Don't Go Down to Sorrow", wydany 23 marca w Japonii, a 9 kwietnia w Wielkiej Brytanii. Drugi singel natomiast, "The Distant and Mechanised Glow of Eastern European Dance Parties" miał swoją premierę 9 kwietnia 2008 roku w Wielkiej Brytanii.

## Lista utworów
1. "When We Were Younger & Better" – 6:54
2. "A Failsafe" – 4:28
3. "Don't Go Down to Sorrow" – 6:55
4. "Wax Futures" – 4:03
5. "These Things You Can't Unlearn" – 6:27
6. "Lyonesse" – 3:26
7. "Music Is Music as Devices Are Kisses Is Everything" – 5:20
8. "The Distant and Mechanised Glow of Eastern European Dance Parties" – 3:33
9. "Little Victories" – 5:14
10. "Primer" – 4:51
11. "White Peak/Dark Peak" – 3:57
12. "The Conspiracy of Seeds" (featuring Circle Takes the Square) – 7:08